# Angel (seriál)
Angel je americký televizní seriál, který je spinoffem seriálu Buffy, přemožitelka upírů. Dějově začíná tam, kde skončila 3. série seriálu Buffy přemožitelka upírů.  Atmosféra seriálu je temnější a podle Nielsen Ratings je to seriál pro dospělé. Seriál byl vytvořen stejnou osobou jako Buffy. Napsal jej Joss Whedon spolu s Davidem Greenwaltem a seriál byl poprvé vysílán 5. října 1999.
Hlavní postavou seriálu je Angel, přes 200 let starý upír, kterému byla díky cikánské kletbě navrácena lidská duše jako trest za vraždu mladé cikánky. Předtím jako upír bez duše spáchal mnoho strašlivých zločinů, pro zábavu krutě mučil a vraždil nevinné lidi, a tak ho teď trápí výčitky svědomí. Aby své skutky odčinil, rozhodl se bojovat proti zlu a chránit lidi před takovými, jako byl kdysi on sám. Angel pracuje jako soukromý detektiv v Los Angeles, kde se svými spolupracovníky pomáhá bezmocným a zachraňuje duše, které sešly z cesty. Do jejich hlavní pracovní náplně patří boj s démony nebo démony posedlými lidmi. Jejich největším protivníkem je přitom démony ovládaná právnická firma Wolfram & Hart.

## Hlavní postavy
- Angel (1.–5. série) – upír s duší (dlouho byl v tomto ohledu jediný, protože když je člověk přeměněn v upíra, svou duši ztrácí), šéf detektivní agentury Angel Investigations, předtím, než opět získal svou duši, napáchal coby zvrácený upír Angelus mnoho zla a teď se své zločiny snaží odčinit
- Cordelia Chaseová (1.–4. série) – Angelova asistentka, původně povrchní a poněkud přihlouplá, ačkoli velmi krásná dívka, která se postupně promění ve schopnou a samostatnou ženu; v průběhu 1. série získá věštecké schopnosti
- Allen Francis Doyle (1. série) – napůl člověk, napůl démon, obdařený věšteckými schopnostmi, spolu s Angelem a Cordelií založil Angel Investigations, zemřel v 9. dílu 1. série, ale ještě předtím své schopnosti předal Cordelii
- Wesley Wyndam-Pryce (1.–5. série) – bývalý Pozorovatel Buffy Summersové ze seriálu Buffy, přemožitelka upírů, v němž se neuvedl v příliš pozitivním světle; je sečtělý a velice zásadový, zakládá si na dodržování pravidel a nařízení
- Charles Gunn (2.–5. série) – černošský vůdce pouličního gangu bojujícího proti upírům a démonům, později se přidá k Angelovu týmu
- Winifred „Fred“ Burkleová (2.–5. série) – zakřiknutá geniální mladá vědkyně, která byla několik let uvězněna v jiné dimenzi, ve světě jménem Pylea, po svém osvobození se připojí k Angelovi a jeho pomocníkům
- Lorne (2.–5. série) – dobrosrdečný démon se zeleně zbarvenou pokožkou, pacifista, majitel karaoke baru Caritas a nadšený zpěvák, který umí číst v lidské auře, k Angelovu týmu se přidá po zničení klubu, přespává v hotelu
- Connor (3.–5. série) – syn dvou upírů Angela a Darly, po nichž zdědil mnoho typicky upířích vlastností – nadlidskou sílu, rychlost a schopnost regenerace (nemá ale potřebu pít krev a nemusí se bát denního světla, křížů ani česneku), byl vychován Danielem Holtzem, lovcem upírů, který jej jako nemluvně ukradl jeho otci Angelovi, v démony obývané dimenzi Quor'Toth. Tam čas běží oproti Zemi několikanásobně rychleji, takže zatímco na Zemi uplynulo jen několik dnů, Connor a jeho pěstoun prožili v Quor'Toth 18 let. Holtz vychovával Connora v nenávisti k Angelovi, který kdysi ještě jako Angelus vyvraždil Holtzovu rodinu, a i když se to otci a synovi později do určité míry podařilo překonat, měl Connor vždy s Angelem napjatý vztah
- Spike (5. série) – je známý také jako William Bloody. Původně byl zlý jako Angel, ale poté se zamiloval do Buffy. Ta jej ovšem odmítá a ten se rozhodne, že pro ni získá svou duši zpět, a tak se i stane. V posledních dílech 7. série Buffy mezi nimi jakýsi vztah vzniká a Buffy dává Spikovi talisman, který ji předal Angel. Spike díky němu přemůže Prvního a hrdinsky umírá. Místo toho, aby se dostal do pekla, tak se dostal do Angelovi pracovny, kam amulet přišel poštou. Nejdříve byl duch, ale později opět získá tělo.
- Harmony Kendall (5. série) – bývalá přítelkyně Spika. Na rozdíl od něj nemá duši. Nejdříve byla zlá, ale chtěla to změnit, a tak se zřekla lidské krve a nechala se najmout jako Angelova asistentka.
- Illyria (5. série) – démon, který se dostal do těla Fred a zabil ji. Původně byl muž, ale má ženské tělo. Byli ji odebrány schopnosti, protože by ji zničily. Později se však přidá k Angelově týmu a v komiksovém pokračování se zamiluje do Spika.

## Hlavní avedlejší zloduchové
- 1. série – Wolfram a Hart (Vocah, Lindsey McDonald, Russel Winters)
- 2. série – Darla (Lindsey McDonald, Lilah Morgan, Drusilla)
- 3. série – Sahjhan (Daniel Holtz, Justine Cooper)
- 4. série – Jasmine (Bestie, Angelus)
- 5. série – Marcus Hamilton (Cyvus Vail, Izzerial, Helen Brucker, Sebassis)
- (komiksová) 6. série – upír Charles Gunn (Burge, Teeth, Kr'ph)

## Vysílání v Česku
Dne 1. dubna začalo vysílání na Primě Cool. Po odvysílání páté série Angela uvádějí na Prima Cool příbuzný seriál Buffy.